# Marko Turina
Marko Turina (Zagreb, 23. siječnja 1937.) hrvatski je kardiokirurg, dopisni član HAZU-a, jedan od vodećih svjetskih kardiokirurga.
Bio je direktor Klinike za bolesti srca, Sveučilišne bolnice u Zürichu u Švicarskoj. Bio je prvi u svijetu koji je ugradio umjetno srce izvan prsnog koša i prvi u svijetu koji je operirao urođenu srčanu manu na novorođenčetu. Marko Turina smatra se kirurgom visokog međunarodnog ugleda.
Marko Turina rođen je u Zagrebu. Bio je izvrstan učenik. Diplomirao je na Medicinskom fakultetu u Zagrebu. Specijalizirao se u Zürichu i San Diegu.
Otišao je u Švicarsku gdje je 1964. pronašao posao u Sveučilišnoj bolnici u Zürichu pod vodstvom Akea Senninga. Godine 1985. postaje direktor Klinike za bolesti srca i krvnih žila. Umirovljen je prema švicarskom zakonu 2004. I u mirovini bio je aktivan, predavao je o kardiokirurgiji diljem svijeta i povremeno operirao kod nekog posebno kompliciranog slučaja.
Predavao je kao redoviti profesor Medicinskog fakulteta u Zürichu, na kojem je bio i dekan te je predavao i na Medicinskom fakultetu u Osijeku.
Objavio je velik broj znanstvenih radova, član je i predsjednik velikoga broja medicinskih društava. 